# Callithia
Callithia é um gênero de traça pertencente à família Brachodidae.